# WWE Universal Championship
El WWE Universal Championship (Campeonato Universal de  WWE, en español) fue un campeonato mundial de lucha libre profesional creado y utilizado por la compañía estadounidense WWE. Era uno de los tres campeonatos mundiales del roster principal de WWE, junto con el WWE Championship de la marca SmackDown y el World Heavyweight Championship de la marca Raw, hasta 2025. 
Nombrado en referencia al «WWE Universe» (Universo WWE), el nombre dado por WWE a su base de fanáticos, el campeonato se estableció el 25 de julio de 2016 para ser el campeonato mundial de la marca Raw. Su creación se produjo, como resultado de la reintroducción de la división de marcas y el posterior Draft, el 19 de julio de 2016, en el que el Campeonato de WWE, el título mundial original de la promoción, se convirtió en exclusivo de SmackDown. El Campeón Universal inaugural fue Finn Bálor. Desde su inicio, los combates por el campeonato han encabezado varios eventos de la compañía, incluyendo SummerSlam 2017, 2018, 2019, 2020, 2021, 2022 y 2023; y WrestleMania 34, 37, 38 y 39, ambos son dos de los cuatro grandes eventos de PPV (Pago por Evento) de WWE. Desde 2023, este título, junto al WWE Championship, conformaron el Undisputed WWE Universal Championship en SmackDown.
El 21 de abril de 2025 la página web de WWE anunció la desactivación del título. Retirando a su vez, los reinados de Cody Rhodes y John Cena de su historial.

## Historia

### Nacimiento del Universal Championship (2016)
Debido a la reintroducción de la división de marcas, el 19 de julio de 2016 en SmackDown Live se realizó una nueva edición del WWE Draft, la cual envió al Campeón de WWE Dean Ambrose al plantel de la marca SmackDown Live. En Battleground el 24 de julio, Ambrose retuvo de forma exitosa el campeonato frente a dos miembros de la marca Raw, Seth Rollins y Roman Reigns. Cuando Ambrose retuvo el campeonato, Raw se quedó sin un Campeonato Mundial. La noche siguiente en Raw, la comisionado de la marca, Stephanie McMahon, y el gerente general, Mick Foley, crearon el WWE Universal Championship (Campeonato Universal de WWE) para ser el campeonato máximo de Raw.
El campeón original fue coronado en SummerSlam el 21 de agosto de 2016, en un combate individual; Seth Rollins se clasificó inmediatamente por ser el primer seleccionado de la marca en el draft y no haber recibido el pinfall en Battleground, mientras que su oponente se determinó tras el enfrentamiento entre los ganadores de dos Fatal Four-Way realizadas en Raw. Finn Bálor ganó la primera Fatal Four-Way tras derrotar a Cesaro, Kevin Owens y Rusev, mientras que Roman Reigns ganó la segunda tras derrotar a Chris Jericho, Sami Zayn y Sheamus. Bálor derrotó posteriormente a Reigns, clasificándose como rival de Rollins para SummerSlam. En dicho evento, Bálor derrotó a Rollins y se convirtió en el primer campeón en la historia, siendo además el primer luchador de WWE en obtener un campeonato mundial en su debut en un evento de pago por visión (PPV), además de ganarlo en menos de un mes desde su debut en el plantel principal.
Durante el combate entre Bálor y Rollins, la réplica del campeonato recibió una reacción fuertemente negativa por parte de los fanáticos, tanto en vivo como a través de internet. Adam Silverstein de CBS Sports la llamó «fea», mientras que Jason Powell de Pro Wrestling Dot Net se refirió al mismo como «el título que nadie quiere». El New England Sports Network dijo que la reacción del público en SummerSlam transformó un momento que debió ser «destacado para la compañía», en una «experiencia incómoda». Sin embargo, durante los días posteriores, tanto Seth Rollins como Mick Foley salieron en defensa de la réplica del campeonato, señalando que la importancia de un campeonato se construye con base en el trabajo de los luchadores y no con base en la apariencia del cinturón.
Un día después de SummerSlam, Finn Bálor debió declarar vacante el campeonato debido a una lesión sufrida durante el combate. La siguiente semana en Raw, Kevin Owens derrotó a Roman Reigns, Seth Rollins y Big Cass en un Fatal Four-Way Elimination match, convirtiéndose en campeón. Debido a esto, la primera defensa en la historia del campeonato se llevó a cabo el 25 de septiembre de 2016 en Clash of Champions, donde Kevin Owens derrotó a Seth Rollins.

### Torneo por el título
Se inició un torneo para definir al primer campeón el 25 de julio de 2016. La final se celebró el 21 de agosto de 2016 durante SummerSlam. Seth Rollins tenía la ventaja de acceder automáticamente a la final.
|  | Primera Ronda Raw 25 de julio      | Primera Ronda Raw 25 de julio      | Primera Ronda Raw 25 de julio |              |            | Semifinal Eliminatoria Raw 25 de julio | Semifinal Eliminatoria Raw 25 de julio | Semifinal Eliminatoria Raw 25 de julio |  |            | Final SummerSlam 21 de agosto | Final SummerSlam 21 de agosto | Final SummerSlam 21 de agosto |  |
|  |                                    |                                    |                               |              |            |                                        |                                        |                                        |  |            |                               |                               |                               |  |
|  |                                    |                                    |                               |              |            |                                        |                                        |                                        |  |            |                               |                               |                               |  |
|  | Finn Bálor                         | Finn Bálor                         | Pin                           |              |            |                                        |                                        |                                        |  |            |                               |                               |                               |  |
|  | Finn Bálor                         | Finn Bálor                         | Pin                           |              |            |                                        |                                        |                                        |  |            |                               |                               |                               |  |
|  | Rusev, Cesaro y a Kevin Owens      | Rusev, Cesaro y a Kevin Owens      | 20:27                         |              |            |                                        |                                        |                                        |  |            |                               |                               |                               |  |
|  | Rusev, Cesaro y a Kevin Owens      | Rusev, Cesaro y a Kevin Owens      | 20:27                         |              | Finn Bálor | Finn Bálor                             | 12:52                                  |                                        |  |            |                               |                               |                               |  |
|  |                                    |                                    |                               |              | Finn Bálor | Finn Bálor                             | 12:52                                  |                                        |  |            |                               |                               |                               |  |
|  |                                    |                                    | Roman Reigns                  | Roman Reigns | Pin        |                                        |                                        |                                        |  |            |                               |                               |                               |  |
|  | Roman Reigns                       | Roman Reigns                       | Roman Reigns                  | Roman Reigns | Pin        | Pin                                    |                                        |                                        |  |            |                               |                               |                               |  |
|  | Roman Reigns                       | Roman Reigns                       |                               |              |            |                                        |                                        |                                        |  |            |                               |                               |                               |  |
|  | Chris Jericho, Sheamus y Sami Zayn | Chris Jericho, Sheamus y Sami Zayn | 17:14                         |              |            |                                        |                                        |                                        |  |            |                               |                               |                               |  |
|  | Chris Jericho, Sheamus y Sami Zayn | Chris Jericho, Sheamus y Sami Zayn | 17:14                         |              |            |                                        |                                        |                                        |  | Finn Bálor | Finn Bálor                    | Pin                           |                               |  |
|  |                                    |                                    |                               |              |            |                                        |                                        |                                        |  | Finn Bálor | Finn Bálor                    | Pin                           |                               |  |
|  |                                    |                                    | Seth Rollins                  | Seth Rollins | 19:24      |                                        |                                        |                                        |  |            |                               |                               |                               |  |
|  |                                    |                                    | Seth Rollins                  | Seth Rollins | 19:24      |                                        |                                        |                                        |  |            |                               |                               |                               |  |
|  |                                    |                                    |                               |              |            |                                        |                                        |                                        |  |            |                               |                               |                               |  |
|  |                                    |                                    |                               |              |            |                                        |                                        |                                        |  |            |                               |                               |                               |  |
|  |                                    |                                    |                               |              |            |                                        |                                        |                                        |  |            |                               |                               |                               |  |
|  |                                    |                                    |                               |              |            |                                        |                                        |                                        |  |            |                               |                               |                               |  |
|  |                                    |                                    |                               |              |            |                                        |                                        |                                        |  |            |                               |                               |                               |  |
|  |                                    |                                    |                               |              |            |                                        |                                        |                                        |  |            |                               |                               |                               |  |
|  |                                    |                                    |                               |              |            |                                        |                                        |                                        |  |            |                               |                               |                               |  |
|  |                                    |                                    |                               |              |            |                                        |                                        |                                        |  |            |                               |                               |                               |  |
|  |                                    |                                    |                               |              |            |                                        |                                        |                                        |  |            |                               |                               |                               |  |
|  |                                    |                                    |                               |              |            |                                        |                                        |                                        |  |            |                               |                               |                               |  |

### WWE Universal Championship de SmackDown (2019-2022)
En el evento Crown Jewel de 2019, «The Fiend» consiguió ganar el Campeonato Universal de WWE frente a Seth Rollins. A raíz de la victoria de Wyatt, se crearon dos diseños de títulos uno representando a su nueva marca contando con el mismo diseño anterior con la diferencia de la correa en color azul y otro representatrivo de «The Fiend» (Personaje de Wyatt) con el cual utilizaba solo en esa forma para posteriormente siendo desaparecido cuando perdió el título ante Roman Reigns dejando solamente el campeonato universal azul como activo.

### Undisputed WWE Universal Championship (2022-2024) / Undisputed WWE Championship (2024-2025)
En WrestleMania 38, el Campeón Universal de SmackDown Roman Reigns, derrotó al Campeón de WWE de Raw Brock Lesnar para ganar el título de este último y ser reconocido como el Campeón Universal Indiscutible de WWE, un reconocimiento que mantiene desde junio de 2023. Como campeón indiscutible, a Reigns se le permitió aparecer en ambas marcas, pero como resultado del Draft 2023, fue reclutado a SmackDown, por lo que ambos campeonatos bajo el estandarte del Campeonato Universal Indiscutible de WWE se convirtió en exclusivo de esa marca.
El 24 de abril de 2023, se creó un nuevo Campeonato Mundial de Peso Pesado y posteriormente se designó como exclusivo de Raw. En el episodio del 2 de junio de Smackdown, el director de contenido de WWE, Triple H, le entregó a Reigns un nuevo cinturón para representar el campeonato, que muestra muchas de las mismas características que otros cinturones de campeonato de WWE, pero con una placa central de color dorado y las dos W en el logo de WWE formado por diamantes negros. Después de WrestleMania XL, el título es renombrado a Campeonato Indiscutible de WWE quitando el término "Universal" del campeonato.
El 21 de abril de 2025 se conoció a través de la web de WWE que el Campeonato Universal fue desactivado y que los reinados de Cody Rhodes y John Cena como campeones indiscutibles de la empresa no se incluyen en el linaje del ya retirado título, teniendo de esta manera a Roman Reigns con su histórico reinado de 1316 días de duración como último Campeón Universal de la WWE.

## Nombres
| Nombre                                | Años                                    |
| ------------------------------------- | --------------------------------------- |
| WWE Universal Championship            | 25 de junio de 2016-21 de abril de 2025 |
| Undisputed WWE Universal Championship | 3 de abril de 2022-7 de abril de 2024   |
| Undisputed WWE Championship           | 7 de abril de 2024-21 de abril de 2025  |

## Campeones

El último campeón, Roman Reigns.

El Campeonato Universal de WWE es un campeonato mundial que se presentó en  2016. El campeón inaugural es Finn Bálor, quien ganó el título en el evento SummerSlam, aunque debió dejarlo vacante al día siguiente en Raw por una lesión sufrida durante la lucha. Desde esto, ha habido 10 campeones oficiales, repartidos en 16 reinados en total. Dos luchadores nacidos fuera de los Estados Unidos han sido campeones universales: el propio Bálor (irlandés) y Kevin Owens (canadiense).
El reinado más largo en la historia del título le pertenece a Roman Reigns, quien mantuvo el campeonato durante 1316 días en su segundo reinado. Por otro lado, Finn Bálor posee el reinado más corto en la historia del campeonato, con tan solo 1 día con el título en su haber.
En cuanto a los días en total como campeón (un acumulado entre la suma de todos los días de los reinados individuales de cada luchador), Roman Reigns posee el primer lugar, con 1380 días en sus dos reinado, seguido por Brock Lesnar (688 días como campeón en sus tres reinados), Kevin Owens (188 días en su único reinado), Seth Rollins (179 días en sus dos reinados), Braun Strowman (141 días en su único reinado), «The Fiend» Bray Wyatt (126 días en sus dos reinados), Goldberg (65 días en sus dos reinados) y Finn Bálor (1 día en su único reinado). Además, dos luchadores han sido campeones durante más de un año de manera ininterrumpida: Roman Reigns (1316 días) y Brock Lesnar (504 días) 
El campeón más joven en la historia es Kevin Owens, quien a los 32 años y 117 días derrotó a Seth Rollins, Roman Reigns y Big Cass en una edición de Raw en agosto de 2016. En contra parte, el campeón más viejo es Goldberg, quien a los 53 años y 2 meses derrotó a «The Fiend» Bray Wyatt en el evento Super ShowDown 2020, consiguiendo su segundo reinado. En cuanto al peso de los campeones, Braun Strowman es el más pesado con 175 kilogramos, mientras que Finn Bálor es el más liviano con 86 kilogramos.
Por último, Brock Lesnar es el luchador que más reinados posee con 3, detrás le sigue Seth Rollins, Goldberg, «The Fiend» Bray Wyatt y Roman Reigns que poseen 2 reinados.
El campeonato ha tenido tres diseños a lo largo de su vida. El primero de ellos es el original con fondo rojo, que se refiere al color de la marca Raw. Tras ser coronado «The Fiend» Bray Wyatt como nuevo campeón en WWE Crown Jewel 2019 el luchador cambió el color rojo de la correa, al color azul de SmackDown. Tras esto se presentó una edición completamente personalizada para el luchador, que generó gran controversia por el alto precio de sus réplicas, que llegaban a los 6,500 dólares en WWE Shop.
El 21 de abril de 2025 se anunció el retiro del campeonato, eliminando de su historial los reinados de Cena y Rhodes, a su vez de que se reconocía a Roman Reings como su último campeón.

### Lista de campeones
| N.º           | Campeón                | Lucha                  | Lucha                   | Lucha                         | Estadísticas | Estadísticas | Notas y referencias |
| N.º           | Campeón                | Fecha                  | Evento                  | Ubicación                     | Reinado      | Días         | Notas y referencias |
| ------------- | ---------------------- | ---------------------- | ----------------------- | ----------------------------- | ------------ | ------------ | --- |
| WWE Raw       |                        |                        |                         |                               |              |              | |
| 1             | Finn Bálor             | 21 de agosto de 2016   | SummerSlam              | Brooklyn, Nueva York          | 1            | 1            | Derrotó a Seth Rollins. |
| —             | Vacante                | 22 de agosto de 2016   | Raw                     | Brooklyn, Nueva York          | —            | —            | Debido a una lesión en el hombro de Bálor. |
| 2             | Kevin Owens            | 29 de agosto de 2016   | Raw                     | Houston, Texas                | 1            | 188          | Derrotó a Seth Rollins, Roman Reigns y Big Cass en un Fatal Four-Way Elimination match por el vacante campeonato. |
| 3             | Goldberg               | 5 de marzo de 2017     | Fastlane                | Milwaukee, Wisconsin          | 1            | 28           | Durante su reinado, el nombre del campeonato se acortó a "Universal Championship" |
| 4             | Brock Lesnar           | 2 de abril de 2017     | WrestleMania 33         | Orlando, Florida              | 1            | 504          | [ 29 ] |
| 5             | Roman Reigns           | 19 de agosto de 2018   | SummerSlam              | Brooklyn, Nueva York          | 1            | 64           | [ 30 ] |
| —             | Vacante                | 22 de octubre de 2018  | Raw                     | Providence, Rhode Island      | —            | —            | Reigns renunció al título debido a que fue rediagnosticado con leucemia. |
| 6             | Brock Lesnar           | 2 de noviembre de 2018 | Crown Jewel             | Riad, Arabia Saudita          | 2            | 156          | Derrotó a Braun Strowman por el vacante campeonato. |
| 7             | Seth Rollins           | 7 de abril de 2019     | WrestleMania 35         | East Rutherford, Nueva Jersey | 1            | 98           | [ 33 ] |
| 8             | Brock Lesnar           | 14 de julio de 2019    | Extreme Rules           | Filadelfia, Pensilvania       | 3            | 28           | Canjeó su contrato de Money in the Bank y derrotó rápidamente al ex-campeón Seth Rollins. |
| 9             | Seth Rollins           | 11 de agosto de 2019   | SummerSlam              | Toronto, Ontario              | 2            | 81           | . |
| 10            | «The Fiend» Bray Wyatt | 31 de octubre de 2019  | Crown Jewel             | Riad, Arabia Saudita          | 1            | 119          | Fue un Falls Count Anywhere match. Durante su reinado, el campeonato pasó a ser exclusivamente de la marca SmackDown y cambió su diseño del cuero de rojo a azul, aparte de tener otro título exclusivo para su versión «The Fiend». |
| WWE SmackDown |                        |                        |                         |                               |              |              | |
| 11            | Goldberg               | 27 de febrero de 2020  | Super ShowDown          | Riad, Arabia Saudita          | 2            | 37           | [ 37 ] |
| 12            | Braun Strowman         | 4 de abril de 2020     | WrestleMania 36 Noche 1 | Orlando, Florida              | 1            | 141          | WrestleMania 36 sería grabado el 25 y 26 de marzo, pero se desconoce en cual de las dos fecha sucedió el combate. WWE reconoce el reinado desde el 4 de abril del 2020, cuando se emitió el evento. |
| 13            | «The Fiend» Bray Wyatt | 23 de agosto de 2020   | SummerSlam              | Orlando, Florida              | 2            | 7            | Fue un Falls Count Anywhere match. |
| WWE Raw       |                        |                        |                         |                               |              |              | |
| WWE SmackDown |                        |                        |                         |                               |              |              | |
| 14            | Roman Reigns           | 30 de agosto de 2020   | Payback                 | Orlando, Florida              | 2            | 1316         | Derrotó a «The Fiend» Bray Wyatt y Braun Strowman en un No Holds Barred Match. Durante su reinado logró conseguir el WWE Championship unificando y convirtiéndose así en doble campeón y el primero en ostentar ambas preseas al mismo tiempo. Como resultado el campeonato pasó a llamarse Undisputed WWE Universal Championship (Campeonato Universal Indiscutible de WWE). Este es el reinado más largo de la nueva Era en WWE. Durante su reinado se presentó el diseño unificado del campeonato. WWE reconoce que este fue el último reinado del campeonato, a pesar de ser desactivado un año después. |
| WWE SmackDown |                        |                        |                         |                               |              |              | |
| —             | Cody Rhodes            | 7 de abril de 2024     | WrestleMania XL         | Filadelfia, Pensilvania       | †            | 378          | Fue un Bloodline Rules match. Durante su reinado, el término para referirse al campeonato pasó a ser Undisputed WWE Championship. Reinado no reconocido por WWE. En un principio, WWE reconoció a Rhodes como campeón hasta su derrota en WrestleMania 41 al año siguiente. Sin embargo, el 21 de abril de 2025, su nombre fue removido de la lista oficial de campeones. |
| —             | John Cena              | 20 de abril de 2025    | WrestleMania 41         | Las Vegas, Nevada             | †            | 1            | Derrotó a Cody Rhodes en el Main Event de la segunda noche de WrestleMania 41. Reinado no reconocido por WWE. En un principio, WWE reconoció a Cena como campeón. Sin embargo, el 21 de abril de 2025, su nombre fue retirado de la lista oficial de campeones. |
| —             | Desactivado            | 21 de abril de 2025    | WWE.com                 | —                             | †            | —            | WWE anunció la desactivación del título, reconociendo a Roman Reigns como su último portador. |

### Total de días con el título

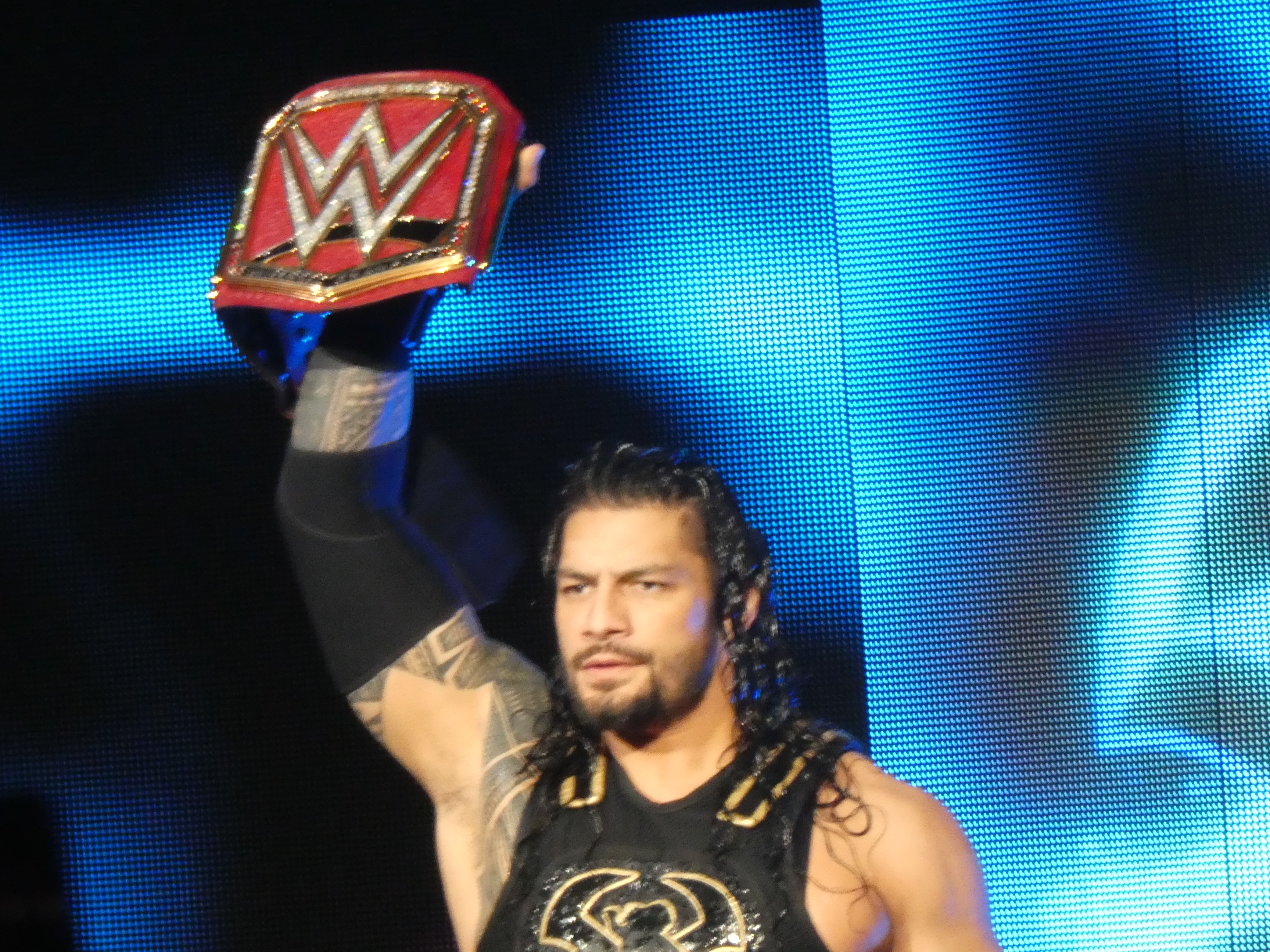
El segundo reinado de Román Reigns de 1316 días es el más largo de la historia del campeonato y del siglo XXl en WWE, Reigns, además, posee el récord de días acumulados como campeón, con 1380.

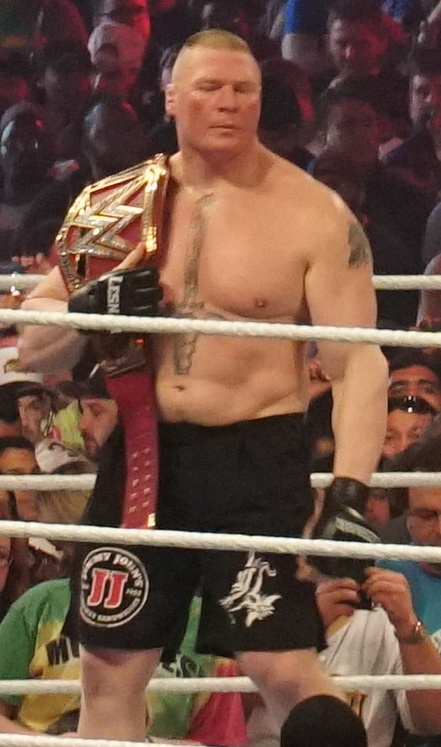
Brock Lesnar posee el récord de reinados, con tres.

La siguiente lista muestra el total de días que un luchador ha poseído el campeonato si se suman todos los reinados que posee. Actualizado a la fecha del 26 de julio de 2025. 
| + | Indica al campeón actual. |

| N.º | Luchador               | Reinados | Total de días |      |
| --- | ---------------------- | -------- | ------------- | ---- |
| 1   | Roman Reigns           | 2        | 1380          | 1380 |
| 2   | Brock Lesnar           | 3        | 688           |      |
| 3   | Kevin Owens            | 1        | 188           |      |
| 4   | Seth Rollins           | 2        | 179           |      |
| 5   | Braun Strowman         | 1        | 141           |      |
| 6   | «The Fiend» Bray Wyatt | 2        | 126           |      |
| 7   | Goldberg               | 2        | 65            |      |
| 8   | Finn Bálor             | 1        | 1             |      |

### Mayor cantidad de reinados
| Reinados | Luchador (es)                                                |
| -------- | ------------------------------------------------------------ |
| 3 veces  | Brock Lesnar                                                 |
| 2 veces  | Seth Rollins, Goldberg, «The Fiend» Bray Wyatt, Roman Reigns |